# 马尼拉康帕涅
马尼拉康帕涅（法語：Magny-la-Campagne，法語發音：[maɲi la kɑ̃paɲ] ⓘ）是法国卡尔瓦多斯省的一个旧市镇，原属卡昂区。2017年，马尼拉康帕涅与临近的13个市镇合并为新市镇梅济东瓦莱多日，改属利雪区。

## 地理
马尼拉康帕涅（49°2'59"N, 0°6'9"W）面积6.26 平方千米，位于法国诺曼底大区卡爾瓦多斯省，该省份为法国西北部沿海省份，北濒大西洋英吉利海峡，东北与滨海塞纳省以海上边界相接，东临厄尔省，南至奧恩省，西与芒什省接壤。
与马尼拉康帕涅接壤的市镇（或旧市镇、城区）包括：孔代叙里夫、梅济东-卡农、乌维尔-拉比安图尔内、欧日地区佩尔西、蒂耶维尔、旺德夫尔、维约菲梅。
马尼拉康帕涅的时区为UTC+01:00、UTC+02:00（夏令时）。

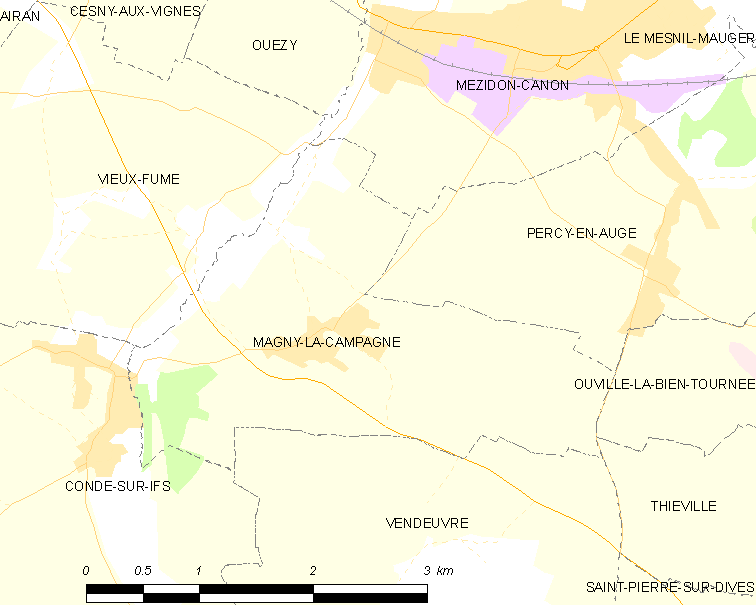
马尼拉康帕涅的OSM定位图

## 行政
马尼拉康帕涅的邮政编码为14270，INSEE市镇编码为14386。

## 政治
马尼拉康帕涅所属的省级选区为梅济东瓦莱多日县。

## 人口

1962-2008年间马尼拉康帕涅人口变化图示

马尼拉康帕涅于2018年1月1日时的人口数量为582人。